# Bård Jørgen Elden
Bård Jørgen Elden (Namdalseid, 17 de junio de 1968) es un deportista noruego que compitió en esquí en la modalidad de combinada nórdica. Su hermano Trond Einar también compitió en combinada nórdica.
Ganó una medalla de oro en el Campeonato Mundial de Esquí Nórdico de 1989, en la prueba por equipo.

## Palmarés internacional
| Campeonato Mundial | Campeonato Mundial | Campeonato Mundial | Campeonato Mundial        |
| Año                | Lugar              | Medalla            | Prueba                    |
| ------------------ | ------------------ | ------------------ | ------------------------- |
| 1989               | Lahti (Finlandia)  | Medalla de oro     | TN + 3 × 10 km por equipo |